# Кам'янський Хутір
Кам'янський Хутір (рос. Каменский Хутор) — село в Климівському районі Брянської області Російської Федерації.
Населення становить 577 осіб. Входить до складу муніципального утворення Каменськохуторське сільське поселення.

## Історія
Населений пункт розташований у межах українського етно-культурного регіону Стародубщини.
Від 2005 року входить до складу муніципального утворення Каменськохуторське сільське поселення.

## Населення
| 2010 | 2013 |
| ---- | ---- |
| 575  | ↗577 |